# 공주 장선리 유적
공주 장선리 유적(公州 長善里 遺蹟)은 대한민국 충청남도 공주시 탄천면 장선리, 논산천안고속도로 논산방향 탄천휴게소에 있는 청동기시대의 유적이다. 2001년 9월 11일 대한민국의 사적 제433호 '공주장선리토실유적'으로 지정되었으나, 2011년 현재의 명칭으로 변경되었다.

## 개요
충남 공주시 탄천면 장선리 및 안영리 일대에 위치한 토실유적으로, 천안 - 논산간 고속도로 휴게소부지 조성을 위한 발굴조사 과정에서 확인되었다.
이 유적에서는 청동기시대 주거지 4기, 원형유구 30여기, 석관묘 1기, 옹관묘 1기, 적색마연토기 등을 비롯한 다수의 송국리형토기와 다양한 석기류, 마한시대 주거지로 추정되는 토실유구 39기, 장방형 주거지 5기, 장방형 수혈유구 15기, 횡혈묘 1기가 확인되었고, 장란형토기·심발형토기·시루·대접 등 다양한 생활용 토기 등이 출토되었다.
청동기시대 주거지는 모두 구릉 위 평탄한 면에 위치하고 있으며 구조는 타원형 구덩이와 그 주변에 기둥 구멍이 배치되어 있다. 이 주거지들은 송국리형 주거지의 형태로 시기적으로 송국리형 주거지의 중기에 해당하는 것으로 생각되어 청동기시대에서 초기철기시대로 이어지는 과정을 파악하는데 도움이 될 수 있을 것으로 기대된다.
원삼국시대 유구로는 토실유구, 수혈주거지, 저장공 등 다양한 생활유적이 확인되었는데, 특히 토실 유구는 새롭게 확인된 유구이다. 이곳에서 출토된 유물들은 대개 생활용 토기로 이곳이 생활유적이라는 사실을 잘 보여준다.
공주 장선리 토실(土室) 유적은 우리나라에서 처음 조사된 유적으로 문화사적·고고학적으로 중요할 뿐 아니라 삼국시대 초기 주거문화를 연구하는데 중요한 자료이다. 또한 청동기 시대 유구와 철기시대 유구가 중첩되어 있어 이 지역에서의 주민 및 생활상의 역사적 변화를 연구하는데 중요한 유적이다.

## 참고 자료
- 공주 장선리 유적 - 국가유산청 국가유산포털